# Dipsas georgejetti
Dipsas georgejetti – gatunek niejadowitego węża z rodziny połozowatych (Colubridae). Występuje wzdłuż środkowego wybrzeża Pacyfiku w Ekwadorze. Jest gatunkiem endemicznym. Prowadzi głównie zmierzchowy i nocny tryb życia.

## Systematyka
Takson ten po raz pierwszy zgodnie z zasadami nazewnictwa binominalnego opisali w 2018 roku Alejandro Arteaga i współpracownicy na łamach „ZooKeys”. Autorzy nadali gatunkowi nazwę Dipsas georgejetti. Jako miejsce typowe wskazali Cabuyal w prowincji Manabí w Ekwadorze, na wysokości 15 m n.p.m. Holotyp ma oznaczenie MZUTI 5411, to dorosły samiec schwytany 31 sierpnia 2017 roku przez Melissę Costales. Autorzy przebadali też 8 paratypów – 1 samicę, 6 samców i jednego młodocianego osobnika o nieustalonej płci.

### Etymologia
- Dipsas: gr. ὀλίγος dipsas, διψαδος dipsados „jadowity wąż, którego ukąszenie wywołuje silne pragnienie”[4].
- georgejetti: George Jett – darczyńca Rainforest Trust i Fundación de Conservación Jocotoco[3].

## Morfologia
Jest to niewielki wąż o krótkiej jasnej głowie z ciemnymi plamkami, spłaszczonym pysku, dosyć dużych wyłupiastych oczach o ciemnych tęczówkach i czarnych źrenicach. Ma jasnobrązowe ubarwienie z charakterystycznymi szaro-brązowymi plamami w liczbie od 53 do 61, które mają czarniawe obrzeża. Plamy te w przedniej części ciała są szerokie i mogą tworzyć pełne pierścienie, a w tylnej węższe i niedomykające się na brzuchu. Gatunek ten jest najbardziej podobny do Dipsas oswaldobaezi, Dipsas williamsi, Dipsas oligozonata i Dipsas vagrans – gatunków, które wcześniej zaliczane były do rodzaju Sibynomorphus.
Wymiary:
|                          | Samiec   | Samica   |
| Długość całkowita (mm)   | 357–881  | 1006     |
| Długość SVL (mm)         | 270–711  | 856      |
| Długość TL (mm)          | 87–170   | 150      |
| Łuski grzbietowe (rzędy) | 15/15/15 | 15/15/15 |
| Tarczki brzuszne         | 172–180  | 177      |
| Tarczki podogonowe       | 69–86    | 58       |

## Występowanie
Dipsas georgejetti jest gatunkiem endemicznym dla Ekwadoru i występuje wzdłuż jego środkowego wybrzeża Pacyfiku, w prowincjach Manabí i Guayas, na wysokościach od 5 do 317 m n.p.m.

## Ekologia i zachowanie
Gatunek ten zamieszkuje sezonowo suche lasy liściaste pierwotnego lub wtórnego wzrostu, suche zarośla nizinne i sawanny, spotykany jest także na pastwiskach, a czasami w pobliżu domostw ludzkich. Prowadzi głównie nocny tryb życia. Żeruje najczęściej na powierzchni gruntu lub na krzewach do wysokości około 2 m nad poziomem gruntu. Nie ma pewnych informacji na temat diety tego gatunku, ale najprawdopodobniej jak inne węże z rodzaju Dipsas żywi się niemal wyłącznie ślimakami.

## Status
W Czerwonej księdze gatunków zagrożonych IUCN Dipsas georgejetti nie jest wymieniany. Autorzy pierwszego opisu sugerują, by nadać mu status gatunku narażonego (VU, ang. Vulnerable) ze względu na niewielki zasięg występowania, szacowany na mniej niż 20 000 km², w dodatku ponad 50% sezonowo suchych lasów w jego zasięgu występowania uległo już zniszczeniu.